# Nové Hrady (České Budějovice-i járás)
Nové Hrady település Csehországban, a  České Budějovice-i járásban. Nové Hrady Žár, Petříkov, Olešnice, České Velenice, Nová Ves nad Lužnicí, Suchdol nad Lužnicí, Horní Stropnice, Hranice, Dvory nad Lužnicí, Moorbad Harbach, Unserfrau-Altweitra és Großdietmanns településekkel határos. Lakosainak száma 2506 fő (2024. január 1.).

## Népesség
A település lakosságának változását az alábbi diagram mutatja:
| Lakosok száma | 4566 | 4997 | 4375 | 2452 | 2470 | 2513 | 2551 | 2524 | 2442 | 2506 |
|               | 1869 | 1900 | 1921 | 1961 | 1980 | 2011 | 2016 | 2019 | 2021 | 2024 |